# Pet tjedana u balonu
Pet tjedana u balonu ili Pet nedjelja u balonu (francuski: Cinq semaines en ballon) pustolovni je roman Julesa Vernea objavljen 1863. godine. Ovo je njegov prvi roman u kojem je usavršio sastojke za svoja kasnija djela, vješto miješajući radnju pune pustolovina s nevjerojatnim obrtima koji drže pažnju čitatelja preko tehničkih, zemljopisnih, i povijesnih opisa. U knjizi je dat kratak pogled na istraživanja Afrike, koja u to vrijeme Europljanima nije bila u potpunosti poznata.
Tadašnja čitalačka publika veoma je bila zainteresirana za priče o istraživanjima Afrike, stoga je ovaj roman odmah postao hit. Roman je Julesu Verneu omogućio financijsku neovisnost i dugotrajni ugovor s izdavačkom kućom Pierre-Julesa Hetzela, koja je tijekom naredna četiri desetljeća objavila šezdesetak njegovih knjiga. 

## Radnja
Znastvenik i istraživač, Dr. Samuel Fergusson, u pratnji svog sluge Joea i njegovog prijatelja profesionalnog lovca Richarda „Dicka” Kennedyja, kreću balonom napunjenim vodikom na putovanju Afrikom koja tada još u potpunosti nije bila istražena. Samuel Fergusson izumio je mehanizam koji omogućuje duga putovanja balonom, tako što je eliminirao potrebu za puštanjem plina ili bacanjem balasta kako bi kontrolirao visinu na kojoj se nalazi balon. Ovim letom namjeravalo se povezati putove Richarda Francisa Burtona i Johna Hanninga Spekea u istočnoj Africi s putovima Heinricha Bartha u područja Sahare i Čada. Putovanje počinju na Zanzibaru te prelaze Viktorijino jezero, jezero Čad, Agadez, Timbuktu, Djenné i Ségou na putu do Saint-Louisa u današnjem Senegalu.  

## Vanjske poveznice
- Five Weeks in a Balloon, Wikizvor (engleski)
- Five Weeks in a Balloon, Project Gutenberg (engleski)
- Cinq semaines en ballon, Project Gutenberg (francuski)
- Five Weeks in a Balloon, LibriVox (zvučna knjiga na engleskom)